# IC 2666
IC 2666 ist eine Balken-Spiralgalaxie vom Hubble-Typ SBb mit aktivem Galaxienkern im Sternbild Löwe auf der Ekliptik. Sie ist schätzungsweise 331 Millionen Lichtjahre von der Milchstraße entfernt und hat einen Durchmesser von etwa 80.000 Lichtjahren.
Im selben Himmelsareal befinden sich u. a. die Galaxien IC 2650, IC 2657, IC 2661, IC 2695.
Das Objekt wurde am 27. März 1906 von Max Wolf entdeckt.